# Nosso Deus É Santo
"Nosso Deus é Santo - Salmo 151", ou simplesmente "Nosso Deus é Santo" é uma canção gravada pela banda cristã brasileira Trazendo a Arca, registrada no álbum Salmos e Cânticos Espirituais, lançado em dezembro de 2009. Foi escrita por Luiz Arcanjo e Davi Sacer, vocalistas da banda, em parceria com o produtor Jamba. Foi interpretada por Davi Sacer.
Foi divulgada como um single promocional para as rádios. Tal versão, diferente da versão para o álbum, é um pouco mais longa no final e também foi disponibilizada no site da banda para audição.
Sua melodia, sendo uma balada com características do canto congregacional baseia-se nas conduções do violão, bateria e dos vocais de apoio, que são marcantes na canção.

## Composição
Segundo Davi Sacer, todas as canções de Salmos e Cânticos Espirituais são baseadas em algum salmo, exceto "Nosso Deus é Santo". Em uma entrevista ao Troféu Talento, Davi declarou que a canção seria um salmo do próprio cantor à Deus, que ele e Luiz Arcanjo acabaram nominando de Salmo 151.
| “ | Nesse CD, criamos o salmo 151 que na verdade não existe, porque os salmos vão até 150. Eu e Luiz compomos uma música salmodiando a Deus, porque salmos é você expressar louvor para Deus. Salmodiar é elogiar a Deus e acho que isso não é só privilégio do Rei Davi, mas de todos nós que somos salmodiadores. Até porque também sou Davi. Espero que não dê nenhuma polêmica. | ” |
|   | — Davi Sacer. |   |

## Regravações
"Nosso Deus é Santo" foi regravada pelo grupo no DVD e CD ao vivo Live in Orlando, gravado e lançado em 2011, sido interpretada por Luiz Arcanjo por conta da saída de Sacer da banda.

## Ficha técnica
Adaptado do encarte da obra:
Banda
- Davi Sacer – vocal, composição
- Luiz Arcanjo – vocal de apoio, composição
- Verônica Sacer – vocal de apoio
- Deco Rodrigues – baixo
- André Mattos – bateria
- Isaac Ramos – guitarra, violão
- Ronald Fonseca – piano e produção musical

Músicos convidados
- Wagner Derek – produção musical
- Fernanda Correa – vocal de apoio
- Alice Avlis – vocal de apoio
- Dennis Cabral – vocal de apoio
- Rafael Novarine – vocal de apoio

Equipe técnica
- Samuel Júnior – mixagem
- Toney Fontes – masterização